# Караганды (Бурлинский район)
Караганды (каз. Қарағанды, до 2020 г. — Кирово) — село в Бурлинском районе Западно-Казахстанской области Казахстана. Административный центр и единственный населённый пункт Карагандинского сельского округа. Код КАТО — 273653100.

## Население
В 1999 году население села составляло 889 человек (447 мужчин и 442 женщины). По данным переписи 2009 года, в селе проживало 785 человек (400 мужчин и 385 женщин).